# Moehringia glaucovirens
Moehringia glaucovirens là loài thực vật có hoa thuộc họ Cẩm chướng. Loài này được Bertol. mô tả khoa học đầu tiên năm 1847.